# Kenneth Fisher
Kenneth Fisher, né le 29 novembre 1950 à San Francisco, est un investisseur, auteur financier et entrepreneur américain. Fils du célèbre économiste et investisseur Philip A. Fisher, il s'est imposé comme une figure influente dans le domaine de la gestion de patrimoine et des marchés financiers. Il est le fondateur de Fisher Investments (en), une société indépendante de gestion d'actifs créée en 1979, qui s'adresse principalement à des clients fortunés, des institutions et des particuliers. Sous sa direction, l'entreprise a connu une expansion significative, devenant l'une des plus importantes de son secteur, avec des actifs sous gestion dépassant plusieurs centaines de milliards de dollars.
Auteur prolifique, Fisher a écrit plusieurs ouvrages sur l'investissement, dont certains sont devenus des best-sellers, tels que Super Stocks et The Only Three Questions That Count. Il est également connu pour sa longue collaboration avec le magazine Forbes, où il a tenu une chronique mensuelle intitulée « Portfolio Strategy » de 1984 à 2017, établissant un record de longévité. Ses écrits, qui mêlent analyse de marché et concepts économiques, ont largement contribué à vulgariser des idées novatrices dans le domaine des investissements.
Malgré son succès, Fisher a été l'objet de controverses, notamment en raison de propos jugés sexistes et inappropriés lors d'une conférence en 2019, qui ont entraîné le retrait de capitaux par certains investisseurs institutionnels. Il reste cependant une personnalité notable dans l'univers de la finance, marquée par son approche analytique et ses contributions à la réflexion sur les marchés financiers.

## Biographie
Né à San Francisco, en Californie, Kenneth Fisher est le fils de l'influent investisseur en actions Philip Arthur Fisher. Il grandit à San Mateo. À l'âge de 13 ans, il gagne 1,20 dollar de l'heure en cueillant des fruits, en sciant et en fertilisant des champs. Il abandonne le lycée, se rend à l'université d'État de Humboldt pour étudier la foresterie, et obtient un diplôme Associate degree en économie en 1972,. L'université lui décerne son prix des anciens élèves notables en 2007. En 2015, Fisher est nommé au conseil consultatif de la Forbes School of Business (en) de l'université Ashford.
En 2007, Fisher et Thomas Grüner fondent Grüner Fisher Investments en Allemagne.
Après avoir lancé Fisher Investments (en) en 1979 avec seulement 250 dollars, il développe le fonds pour atteindre plus de 275 milliards de dollars d'actifs sous gestion en 2024,.

### Fisher Investments
Fisher est le fondateur et le président de Fisher Investments (en), une société indépendante de gestion de fonds,. Il fonde la société en 1979, l'incorpore en 1986, et en est PDG jusqu'en juillet 2016, date à laquelle il est remplacé par l'employé de longue date Damian Ornani. Fisher reste actif en tant que président exécutif et co-directeur des investissements de la société.
En juin 2024, Fisher Investments annonce qu'Advent International et l'Abu Dhabi Investment Authority acceptent d'acheter une participation minoritaire dans la société d'une valeur comprise entre 2,5 et 3 milliards de dollars. L'accord valorise Fisher Investments à environ 13 milliards de dollars et constitue le premier investissement extérieur dans la société. Après la conclusion de la transaction, Kenneth Fisher devrait conserver la majorité des droits de vote et plus de 70 % des actions avec droit de vote à la suite de la vente, qui devrait être finalisée en 2024.

## Recherche et philosophie d'investissement
Le travail théorique de Fisher identifiant et testant le price-sales ratio (en) (PSR) est détaillé dans son livre de 1984 publié par Dow Jones, Super Stocks. James O'Shaughnessy (en) crédite Fisher d'être le premier à définir et à utiliser le PSR comme outil de prévision. Dans le livre de Fisher de 2006, The Only Three Questions That Count (en), il déclare que le PSR est largement utilisé et connu, et n'est plus aussi utile comme indicateur pour les actions sous-évaluées (en).
Selon The Guru Investor de John P. Reese (en) et Jack M. Forehand, à la fin des années 1990, Fisher définit sa philosophie d'investissement après avoir étudié les rendements des actions et les price-earnings ratio entre janvier 1976 et juin 1995 de six catégories d'investissement : grande capitalisation de valeur, moyenne capitalisation de valeur, petite capitalisation de valeur, grande capitalisation de croissance, moyenne capitalisation de croissance, et petite capitalisation de croissance.
« Petite capitalisation de valeur » n'est pas définie comme une catégorie d'investissement avant la fin des années 1980. Fisher Investments fait partie des gestionnaires de fonds institutionnels proposant des investissements de valeur à petite capitalisation à leurs clients à la fin des années 1980.

## Chroniques, livres et autres médias
Fisher est bien connu pour ses chroniques d'investissement, qui paraissent actuellement dans le New York Post et 18 autres pays. La chronique « Portfolio Strategy » de Fisher dans Forbes est publiée de 1984 à 2017. Il publie également régulièrement des vidéos YouTube répondant aux questions courantes des investisseurs et apparaît dans les principaux médias de diffusion américains et internationaux, notamment Bloomberg TV, CNBC, CNBC India, CNBC Asia, CNN International et Fox News.
Fisher est l'auteur de onze livres d'investissement, dont six sont des best-sellers nationaux :
- Super Stocks (1984)
- The Wall Street Waltz (1987)
- 100 Minds that Made the Market (1993)
- The Only Three Questions That Count (2006)
- The Ten Roads to Riches (2008)
- How To Smell A Rat (2009)
- Debunkery (2010)
- Markets Never Forget (2011)
- Plan Your Prosperity (2012)
- The Little Book of Market Myths (2013)
- Beat The Crowd (2015).

The Only Three Questions That Still Count, The Ten Roads to Riches, How to Smell a Rat, et Debunkery sont tous des best-sellers du New York Times.
En 2015, Fisher publie Beat the Crowd: How You Can Out-Invest the Herd by Thinking Differently. Dans une interview avec CNN Money, Fisher discute de la manière dont le cirque médiatique autour des grands événements économiques est déjà intégré dans les marchés boursiers mondiaux, et pourquoi les investisseurs sont mieux servis en s'inquiétant des facteurs que le marché ignore. Il publie la deuxième édition de The Only Three Questions That Count en avril 2012, et la deuxième édition de The Ten Roads to Riches en avril 2017.

## Philanthropie
En 2006, Fisher fait don de 3,5 millions de dollars pour doter la chaire Kenneth L. Fisher en écologie forestière des séquoias de l'université Humboldt. Le don soutient la recherche en écologie des séquoias à perpétuité et fournit un soutien aux étudiants diplômés, aux laboratoires et à l'équipement de terrain ; la recherche s'est particulièrement concentrée sur les études de la canopée. L'objectif de Fisher en créant la chaire est de transformer la compréhension des arbres et des forêts.
En 2012, Fisher et son épouse font don de 7,5 millions de dollars à l'université Johns-Hopkins pour financer le nouveau centre Sherrilyn et Ken Fisher pour les maladies infectieuses environnementales. Après mûre réflexion, le don des Fisher est approuvé.

## Activité politique
Avec son épouse, Fisher contribue à hauteur de 250 000 dollars à la campagne présidentielle de 2020 de Donald Trump.
Lors du cycle de la campagne présidentielle de 2024, les dossiers de la commission électorale fédérale montrent que Fisher n'a pas contribué à Trump, Joe Biden ou Kamala Harris, mais a fait des dons à d'autres candidats, y compris des républicains et des démocrates, et à Robert F. Kennedy Jr,.

## Controverse
En octobre 2019, Fisher est critiqué pour des références qu'il fait lors d'une discussion informelle pendant une conférence de l'industrie sponsorisée par Tiburon Strategic Advisors,. Bloomberg rapporte initialement qu'il fait des références aux organes génitaux et compare la conquête de clients de gestion de fonds à « essayer d'entrer dans le pantalon d'une fille ». Dans une interview avec Bloomberg à l'époque, il déclare qu'il pense que ses commentaires ont été mal interprétés. En février 2020, Bloomberg clarifie son rapport et écrit que Fisher met en garde contre l'utilisation de la planification financière comme moyen de recruter de nouveaux clients et compare cela à aborder une femme dans un bar. Un enregistrement réalisé lors de la conférence de Tiburon, obtenu par CNBC et référencé par Bloomberg, montre Fisher disant « vous n'iriez pas voir une femme dans un bar et lui demander ce qu'il y a dans son pantalon ».
Le 11 octobre 2019, il est annoncé qu'en réponse aux commentaires de Fisher, l'État du Michigan retire son fonds de pension de 600 millions de dollars de Fisher Investments. Le 16 octobre 2019, la ville de Boston retire son fonds de pension de 248 millions de dollars de Fisher Investments en raison des mêmes commentaires.
D'autres répercussions suivent. Fidelity annonce qu'elle réexamine les 500 millions de dollars d'actifs qu'elle confie à l'organisation de Fisher, et le conseil des pensions de Philadelphie met fin à sa relation avec Fisher. En quelques semaines après l'incident, Fisher Investments perd plus de 2,7 milliards de dollars alors que plusieurs clients institutionnels, y compris des pensions gouvernementales, mettent fin à leur relation avec la société. La société que Fisher a fondée prend également des mesures. Le PDG de Fisher Investments, Damian Ornani, écrit un mémo aux employés déclarant : « Les commentaires de Ken étaient incorrects ». Il déclare que la société prend des mesures pour traiter la diversité et l'inclusion au sein de l'organisation elle-même. Un rapport de Bloomberg LP affirme que ce comportement est monnaie courante chez Fisher Investments et que Fisher lui-même a fait des remarques dérogatoires à plusieurs reprises auparavant.

## Vie personnelle
Fisher est marié et a trois fils adultes, Nathan, Jesse et Clayton. Il vit à Dallas au Texas. Nathan Fisher est le vice-président exécutif principal de Fisher Investments 401(k) Solutions.